# Shamus
 Shamus és una pel·lícula estatunidenca dirigida per Buzz Kulik, estrenada el 1973. Ha estat doblada al català.

## Argument
Shamus, un detectiu privat, està encarregat d'investigar sobre la mort d'un venedor de diamants. A poc a poc, descobreix que darrere aquest assassinat s'amaga tràfic d'armes, el cap del qual no és altre que el que li ha confiat la investigació...

## Repartiment
- Burt Reynolds: Shamus Mc Coy
- Dyan Cannon: Alexis Montaigne
- John P. Ryan: Hardcore
- Joe Santos: Tinent Promuto